# Leucanopsis toledana
Leucanopsis toledana là một loài bướm đêm thuộc phân họ Arctiinae, họ Erebidae.